# رون ريفرز
رون ريفرز (بالإنجليزية: Ron Rivers)‏ هو لاعب كرة قدم أمريكية أمريكي، ولد في 13 نوفمبر 1971 في إليزابيث في الولايات المتحدة.

## وصلات خارجية
- رون ريفرز على موقع مرجع كرة القدم المحترفة.كوم (الإنجليزية)